# Alliberament de París
L'Alliberament de París durant la II Guerra Mundial va tenir lloc l'agost de 1944 i va marcar la fi del Desembarcament de Normandia amb l'alliberament de la capital francesa, i tot un símbol de l'ocupació nazi de França.
L'alliberament va començar quan les Forces Franceses de l'Interior —l'estructura militar de la Resistència Francesa— van organitzar un aixecament contra la guarnició alemanya a l'aproximació de l'Exèrcit Central dels Estats Units, liderat pel general George S. Patton. La nit del 24 d'agost, elements de la 2a Divisió Blindada francesa del general Philippe Leclerc de Hauteclocque van entrar a París i van arribar a l'Hôtel de Ville poc abans de la mitjanit. L'endemà al matí, 25 d'agost, el gruix de la 2a Divisió Blindada i la 4a Divisió d'Infanteria dels Estats Units i altres unitats aliades van entrar a la ciutat. Dietrich von Choltitz, comandant de la guarnició alemanya i governador militar de París, es va rendir als francesos a l'Hôtel Le Meurice, el quarter general francès recentment establert. El general Charles de Gaulle de l'exèrcit francès va arribar per assumir el control de la ciutat com a cap del Govern Provisional de la República Francesa.

## Context
Les forces aliades progressaven des de les platges normandes cap a l'est, les dels generals nord-americans Dwight David Eisenhower i Omar Bradley, entretingudes en els combats de Chambois van preveure rodejar París per no entretenir-se en la seva progressió cap a Alemanya.
A l'agost mateix de 1944 va tenir lloc la Revolta de Varsòvia, quan la insurgència polonesa es va aixecar en armes contra els nazis mentre les tropes de l'exèrcit roig s'esperaven a l'est del Vístula per intervenir un cop els combats s'haguessin acabat, derrotar els alemanys i controlar els polonesos.
Marie Pierre Kœnig, cap de l'estat major de les Forces franceses de l'interior, va preparar una insurrecció a la capital francesa per tal de neutralitzar la instal·lació de les forces franceses afins als ocupants nazis.

## Situació estratègica alemanya
Les ordres de Hitler preveien la destrucció dels ponts i els monuments de París i la repressió total de qualsevol resistència per part de la població, i de combatre per París fins al darrer home per tal de crear una Stalingrad a l'oest i immobilitzar les forces del front de l'oest. Però el general alemany encarregat de la defensa de París, Dietrich von Choltitz, no va mostrar cap interès per aplicar els designis de Hitler, tot i comptar amb una guarnició de 20000 homes, per bé que estaven mal equipats, i que molts dels homes eren unitats administratives més que de xoc, per tant tenien poc valor combatiu. Comptava també amb peces d'artilleria i uns 80 tancs, però molts eren presos a l'exèrcit francès durant la campanya de 1940 i que ja havien quedat obsolets, com els Renault FT-17.

## Insurrecció popular
La resistència parisenca, comandada per Henri Rol-Tanguy des del seu punt de comandament a la plaça Denfert-Rochereau i per Jacques Chaban-Delmas, estava mal equipada i sense connexió de ràdio amb l'exterior, però tenia gran entusiasme, va encerclar les illes de defensa alemanya a la ciutat. L'ocupant es va trobar en posició defensiva i una divisió de les SS va ser enviada cap a París per tornar-la a controlar i per complir escrupolosament les ordres de Hitler.
Amb l'anunci de l'avenç aliat ràpid cap a París, el metro i la gendarmeria el 13 d'agost, i el dia 15 la policia, seguits dels funcionaris de correus un dia més tard es van revoltar. La majoria de treballadors s'hi van adherir i es va convocar una vaga general el 18 d'agost. Es van aixecar barricades que bloquejaven el pas de vehicles enemics i se'ls van començar a assetjar amb combats seriosos fins al dia 22. Es recorden els violents combats que van tenir lloc a la prefectura de policia.
El dia 22 es va establir una treva que va permetre a cada bàndol reagrupar-se, els alemanys es van ressituar i la resistència es va fer forta a les seves posicions.
Els insurgents, mancats de munició, no haurien pogut mantenir les posicions per massa temps. Però davant d'aquesta situació desesperada van tenir l'ajuda del general De Gaulle i el general Leclerc que van forçar els nord-americans de marxar sobre París. Ràpidament la 2a divisió blindada del general Leclerc va posar rumb a París, cosa que va fer enfurismar el general Gerow, superior jeràrquic de Leclerc, ja que ho va considerar una insubordinació.
Eisenhower fou més pragmàtic i vist que no podia retenir els francesos va decidir enviar la 4a divisió d'infanteria nord-americana de reforç per no deixar sols els francesos a l'encàrrec i a la glòria de l'alliberament de París.

## L'atac de la 2a divisió blindada de Leclerc iLa Nueve

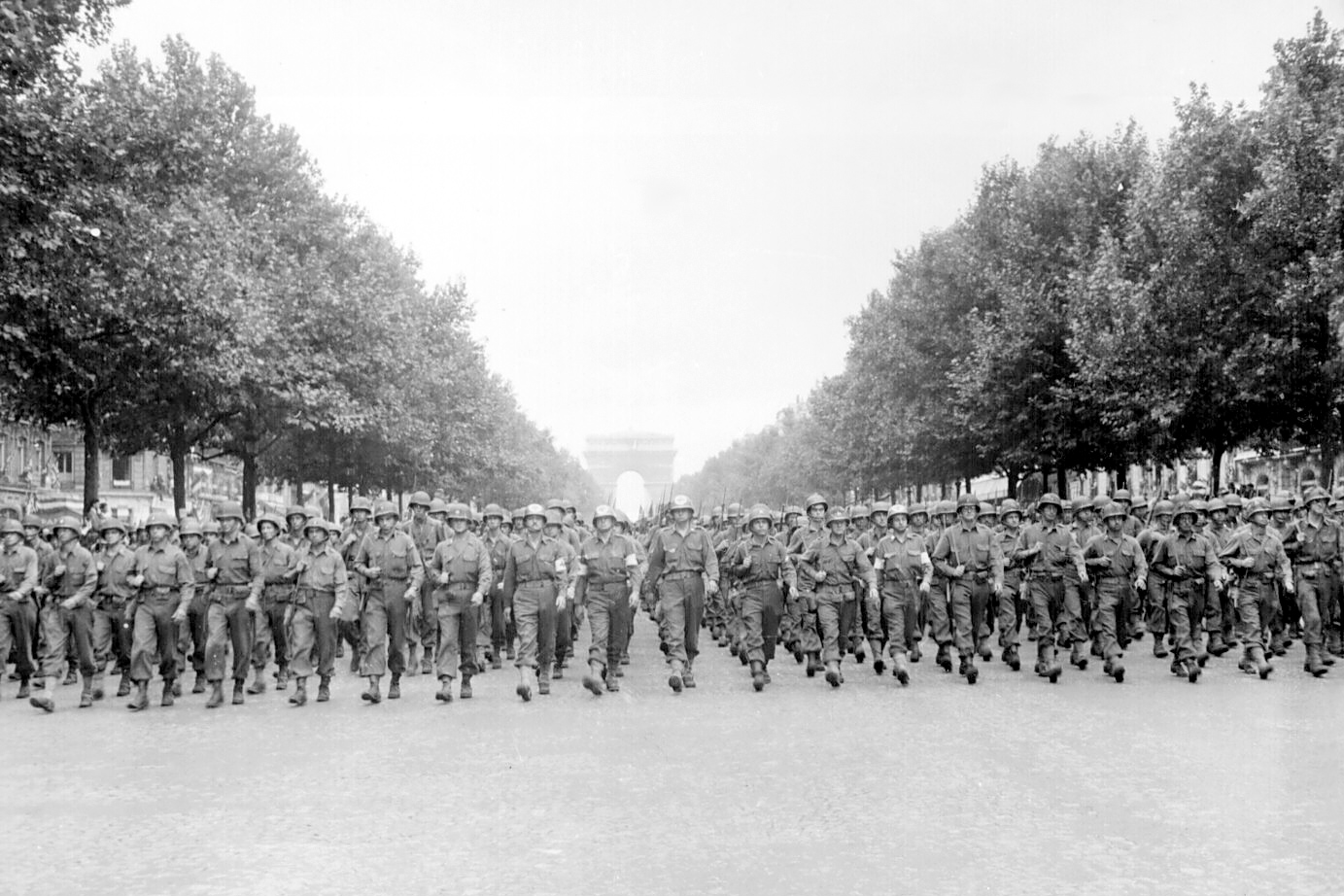
Desfilada de tropes nord-americanes el 29 d'agost de 1944

A partir de les posicions d'Argentan i sense suport aeri, en una avançada de 200 km, les tropes franceses encapçalades per La Nueve van vorejar París pel sud, evitant les fortes posicions alemanyes de l'oest, enmig d'un entusiasme popular indescriptible. I és que després de dos mesos del desembarcament la capital francesa esperava els aliats malgrat la propaganda alemanya que deia que ells havien guanyat a Normandia. Els alemanys es van dispersar en desordre cap a la perifèria després d'aquest atac envoltant i per tot París la gent va començar a treure les banderes tricolor franceses, acompanyades per les republicanes espanyoles del grup La Nueve compost per 144 combatents republicans, ja exiliats d'Espanya, havien entrat primer a París.
Els combats a la perifèria foren violents, però els soldats de la 2a divisió blindada de Leclerc van combatre durant dos dies per evitar perdre més temps en l'alliberament de la ciutat i continuar cap a l'est. El 25 d'agost els homes de Leclerc entraven a París per la Porte d'Orléans i una petita unitat ho va fer la nit anterior a través de la Porte d'Italie i va arribar fins a l'Hôtel de Ville. El dia 25, per aquest darrer punt, fou per on entraren les tropes nord-americanes de la 4a divisió d'infanteria.
Guiats per la resistència els aliats van arribar a la Rue de Rivoli i van destruir els panzers alemanys en uns durs combats.
L'estat major alemany es va rendir el dia 25 a la Gare Montparnasse i fou fet presoner pels francesos. Amb tot encara hi havia unitats alemanyes que lluitaven esporàdicament perquè no reconeixien la rendició de Von Choltitz.
El mateix dia Charles de Gaulle, cap del govern provisional de la República Francesa, va arribar al ministeri de la guerra, a la rue Saint-Dominique, i després va fer un discurs a la població des de l'Hôtel de Ville
El 26 d'agost va tenir lloc una desfilada als Camps Elisis. La gent saludava alegre les forces nord-americanes i les de Leclerc. De Gaulle va copar les primeres places, deixant en un segon terme els líders de la resistència interior. La cerimònia d'acció de gràcies a Notre-Dame va ser enterbolida per uns trets quan els soldats van creure que hi havia tiradors.
S'estima que foren al voltant de 1500 els morts en el bàndol de la resistència francesa durant l'alliberament de París, mentre que en el bàndol alemany es van perdre 3200 vides i 12800 homes foren fets presoners.

## Conseqüències polítiques
L'alliberament de París a iniciativa de la França lliure, per tal d'evitar la sort de Varsòvia a la capital francesa, va propiciar que no s'establís un govern militar nord-americà a França i refer-se de la derrota de 1940.
Gràcies també als elements populars espontanis en l'alliberament de la capital i dels maquis comunistes al Llemosí i a la Bretanya, regions que es van alliberar soles, tot i la dura repressió alemanya; així com el maquis de Vercors, la França lliure va poder restablir les seves institucions.